# Ctenophthalmus ubayensis
Ctenophthalmus ubayensis är en loppart som beskrevs av Lumaret et Lumaret 1969. Ctenophthalmus ubayensis ingår i släktet Ctenophthalmus och familjen mullvadsloppor.

## Underarter
Arten delas in i följande underarter:
- C. u. ubayensis
- C. u. ianlinni